# نديم رميلي
نديم رميلي (بالفرنسية: Nedim Remili)‏ (مواليد 18 يوليو 1995) هو لاعب كرة يد فرنسي يلعب لصالح نادي باريس سان جيرمان الفرنسي ويمثل منتخب فرنسا.

## ألقاب فردية
أفضل ظهير أيمن في بطولة العالم لكرة اليد للرجال 2017.

## روابط خارجية
- نديم رميلي على موقع الاتحاد الدولي لكرة اليد (الإنجليزية)
- نديم رميلي على موقع الاتحاد الأوروبي لكرة اليد (الإنجليزية)
- نديم رميلي على موقع الاتحاد الفرنسي لكرة اليد (الفرنسية)
- نديم رميلي على موقع اللجنة الأولمبية الدولية (الإنجليزية)
- نديم رميلي على موقع أوليمبيديا (الإنجليزية)